# Благовещенский собор (Томск)
Благове́щенский собо́р (собо́р Благове́щения Пресвято́й Богоро́дицы) — главный православный храм Томской епархии в период с 1834 года по 1900 год. Находился на площадь Батенькова Томска. В апреле 1934 года в Благовещенском храме проводилась ревизия. Здание было признан ветхим, пришедшим в негодность и потому подлежащим закрытию. В 1934 году был снесено.

## Предыстория
Первоначальный деревянный храм на «Уржатке» (район современной площади Батенькова) упоминается с 1639 года. В 1649 году после пожара была выстроена двухэтажная деревянная церковь с верхним приделом во имя Спаса Всемилостивого.

## История
Благовещенская церковь была заложена в 1785 году, был освящен в 1806 г. (главный престол). Главный престол — во имя Благовещения Пресвятой Богородицы. Второй придел несколько раз менял наименования: в 1790 году освящен во имя св. великомученика Георгия Победоносца; в 1807 году во имя первоверховных апостолов Петра и Павла; в 1857 году Петропавловский придел был расширен и освящен во имя Введения во храм Пресвятой Богородицы.
Каменная Благовещенская церковь в 1820 году приобрела статус главного городского храма и сюда была перенесена из старинного деревянного Троицкого собора ценнейшая реликвия — древняя икона «Живоначальной Троицы», пожертвованная царем Борисом Годуновым для первой церкви Томска.
В 1834 году была учреждена Томская епархия. Благовещенская церковь становится кафедральным собором благодаря своему расположению в центре города и вблизи от резиденции епископа (которая первоначально находилась в Богородице-Алексиевском мужском монастыре). Хотя, как отмечали современники, из-за своей тесноты данный храм, несмотря на неоднократные перестройки, не вполне подходил для кафедрального собора.
Строительство нового главного храма Томской епархии началось в 1840-е годы, но завершить стройку удалось только в 1900 году.

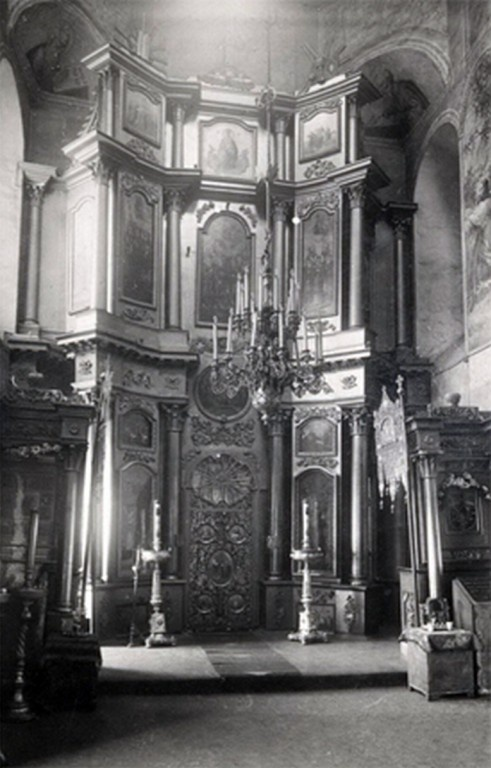
Иконостас Благовещенского собора. 1907 год

После этого Благовещенская церковь утратила значение кафедрального собора и стала приходским храмом. В 1892 году при Благовещенской церкви открылось церковно-приходское попечительство, а в 1897 году — церковно-приходская школа (учащихся 90 человек). В церковной библиотеке имелось до 1420 томов книг (1914 год). В 1914 году в Благовещенском приходе числилось 2288 человек. Ежегодно 1 августа из собора устраивался крестный ход на реку Ушайку для совершения обряда малого водоосвящения.

«Путеводитель по Великой Сибирской железной дороге»

В 1920 году Благовещенская церковь была национализирована и передана верующим в пользование по договору.

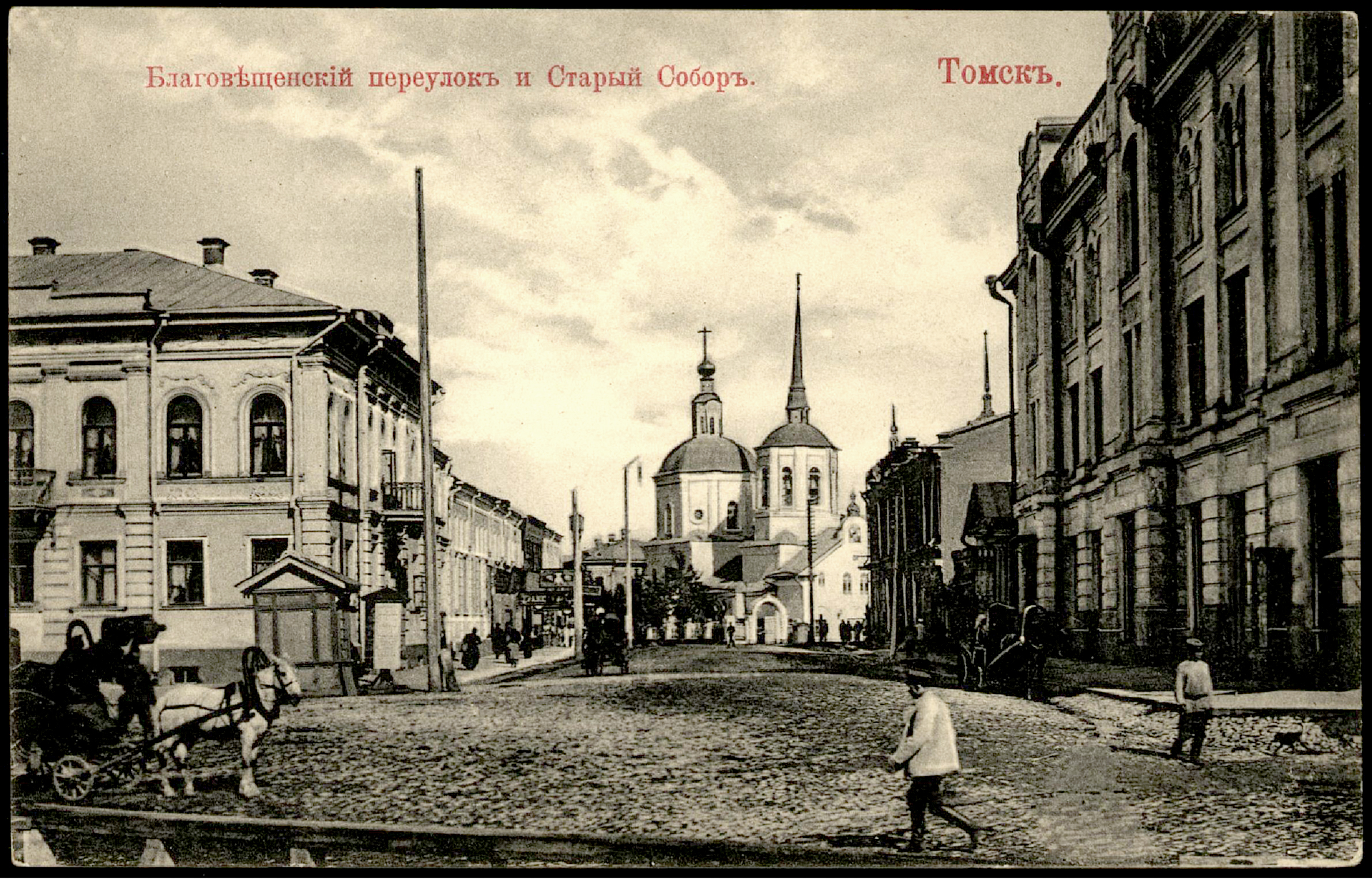
Благовещенский переулок и собор

С 1922 года церковь находилась в подчинении у обновленцев. В 1924 году Благовещенская община вошла в каноническое общение с архиепископом Димитрием Беликовым. В августе 1932 года он умер и захоронен в ограде Благовещенской церкви (позже могилу перенесли). С 1928 года Благовещенская община стояла на позициях ВВЦС. В феврале 1930 года в общину Благовещенской церкви влились прихожане закрытого Троицкого собора и Петропавловской церкви. Сюда же была перенесена архиерейская кафедра «григорианцев». В ноябре 1932 года на Томскую кафедру «григорианцев» прибыл архиепископ Иероним Борицкий. Посещаемость служб резко возросла и Благовещенская церковь уже не могла вместить всех желающих. По добровольному согласию между общинами Знаменской, Никольской и Благовещенской церквей в конце декабря 1932 года произошел обмен храмами. Община Благовещенской церкви вместе с кафедрой архиерея Иеронима Борицкого перешла в Никольскую церковь, Благовещенскую церковь заняла община Знаменской, а в освободившуюся Знаменскую церковь перешла община с епископом Фостирием Максимовским из Никольской церкви ориентации Московской патриархии.

## Разрушение
В апреле 1934 года в Благовещенской церкви проводилась ревизия. Храм был признан ветхим, пришедшим в негодность и потому подлежащим закрытию. Решение о ликвидации Благовещенской церкви было утверждено Западно-Сибирским Крайисполком 5 августа 1934 года. Имущество закрытой церкви (престолы, подсвечники, облачения, ковры — всего 164 наименования) было изъято и передано в госфонд. Благовещенская община влилась в общину Никольской церкви, куда перенесла из закрытого собора старинную икону Святой Троицы. В 1934 году здание было снесено.